# Лубнин, Лев Михайлович
Лев Михайлович Лубнин (1910—1993) — русский советский писатель, журналист, педагог. В 1938 году был репрессирован, проходил по делу «Литературной группы», за отсутствием состава преступления из-под стражи был освобождён в зале суда.

## Биография
Лев Михайлович Лубнин родился 22 декабря 1910 (4 января 1911) года в городке Лальске (ныне посёлок городского типа Лальск Лузского района Кировской области) в семье учителя. Школу окончил в селе Юма (Свечинский район). Учился в московском университете. В 1930 году экстерном окончил Вятский педагогический институт. Принимал участие в становлении Вятской литературной организации, занимался журналистикой.
6 апреля 1938 года был арестован на основании показаний председателя Вятского отделения Союза советских писателей Андрея Алдана-Семёнова. Проходил по делу «Литературной группы», которое было сфальсифицировано бывшими работниками УКГБ по Кировской области.

Льву Лубнину, рослому и очень сильному физически, тоже досталось, но он держался дольше всех. А от следователей первое время даже отбивался стулом…— Дело «Литературной группы» Независимая газета, 28.06.2001
Из протокола допроса Лубнина:

Меня оклеветал Алдан. Следствие не принимало никаких объяснений. Следствие верило Алдану, находясь под гипнозом его показаний. Он всё врёт и всё путает. Меня били жестоко. Не давали спать. Моя задача была — дожить до суда.
Вину свою Лев Михайлович Лубнин не признал и был отпущен в зале суда.
В годы Великой Отечественной войны стал бойцом народного ополчения; после окончания пехотного училища воевал командиром взвода, недолгое время командовал ротой. Подо Ржевом был контужен и ранен, попал в госпиталь. Награждён боевыми медалями.
После войны Лев Михайлович работал во многих школах и техникумах Кирова преподавателем русского языка и литературы. Сотрудничал с местными газетами.
В 1947 году стал публиковаться в местной и центральной печати. В 50-х годах — в журналах «Смена», «Огонёк», «Наш современник». В 1951 году в Кирове вышла первая книга рассказов «Комсомольский характер», затем последовали книги «Лучший номер» (1952), «Крутой перелом» (1958), «Наследники» (1959). В 1960 году Лев Михайлович Лубнин был принят в члены Союза писателей СССР. В 1963 году в издательстве «Советский писатель» вышла книга повестей «По следам Васьки Жабрея», а 1963 году в Горьковском издательстве — книга повестей «Районная тёща». Основная тема его произведений — проблемы послевоенной деревни.
Свой творческий опыт передавал молодым литераторам, рецензируя их произведения и участвуя в проведении областных литературных семинаров.
Умер Лев Михайлович Лубнин 23 октября 1993 года в Кирове.

## Книги
- Лев Лубнин Комсомольский характер: Рассказы / [Ил.: В. Смердов]. — [Киров]: Киров. обл. гос. изд-во, 1951. — 64 с.
- Лев Лубнин Лучший номер; [Дороня]. [Важный заказ]: Рассказы. — [Киров] : Киров. обл. гос. изд-во, 1952. — 36 с.: ил. — 15 000 экз.
- Лев Лубнин Крутой перелом: [Колхоз «Искра» Котельничского района]. — Киров : Кн. изд-во, 1958. — 96 с. : ил.
- Лев Лубнин Наследники: Рассказы. — Киров : Кн. изд-во, 1959. — 131 с.: ил. — 5000 экз.
- Лев Лубнин Десять дней по следам Васьки Жабрея: Повесть. [Илл.: В. А. Шикалов]. — Киров: Кн. изд-во, 1961. — 125 с. — 30 000 экз.
- Лев Лубнин От зари до зари: [Очерк]. — Киров : Кн. изд-во, 1963. — 40 с.
- Лев Лубнин По следам Васьки Жабрея; [Матвей Двухэтажный]: Повести. [Наследники]:Рассказ / [Ил.: Е. Н. Голяховский]. — М.: Советский писатель, 1963. — 248 с.; ил. — 30 000 экз.
- Лев Лубнин Районная теща; [По следам Васьки Жабрея]. [Матвей Двухэтажный]: Повести. — Горький: Волго-Вятское книжное издательство, 1966. — 263 с. — 15 000 экз.
- Лев Лубнин Родиной награжденные: Очерки. — Киров: Волго-Вят. кн. изд., Кировское отд-ние, 1970—152 с. : портр. — 5000 экз.
- Лев Лубнин Дорога в завтра: [Колхоз «Искра» Котельнич. р-на]. — Киров : Волго-Вят. кн. изд-во. Киров. отд-ние, 1972. — 84 с. — 4000 экз.
- Лев Лубнин Баллада о первом плацдарме: Докум. повесть: [О подвиге И. Лимонова]; Худож. Ю. А. Трупаков. — Горький : Волго-Вят. кн. изд-во, 1976. — 71 с., 1 л. ил. — 100 000 экз. (Рассказы о героическом)
- Лев Лубнин Районная теща: [Районная теща]. [По следам Васьки Жабрея]. [Матвей Двухэтажный]. [От зари до зари]: Повести.  / Послесл. Ю. Корзоватых, А. Балыбердина; Худож. В. Мощаков. — Киров: Волго-Вят. кн. изд-во. Киров. отд-ние, 1980. — 303 с. — 100 000 экз.